# 時計仕掛けの宇宙

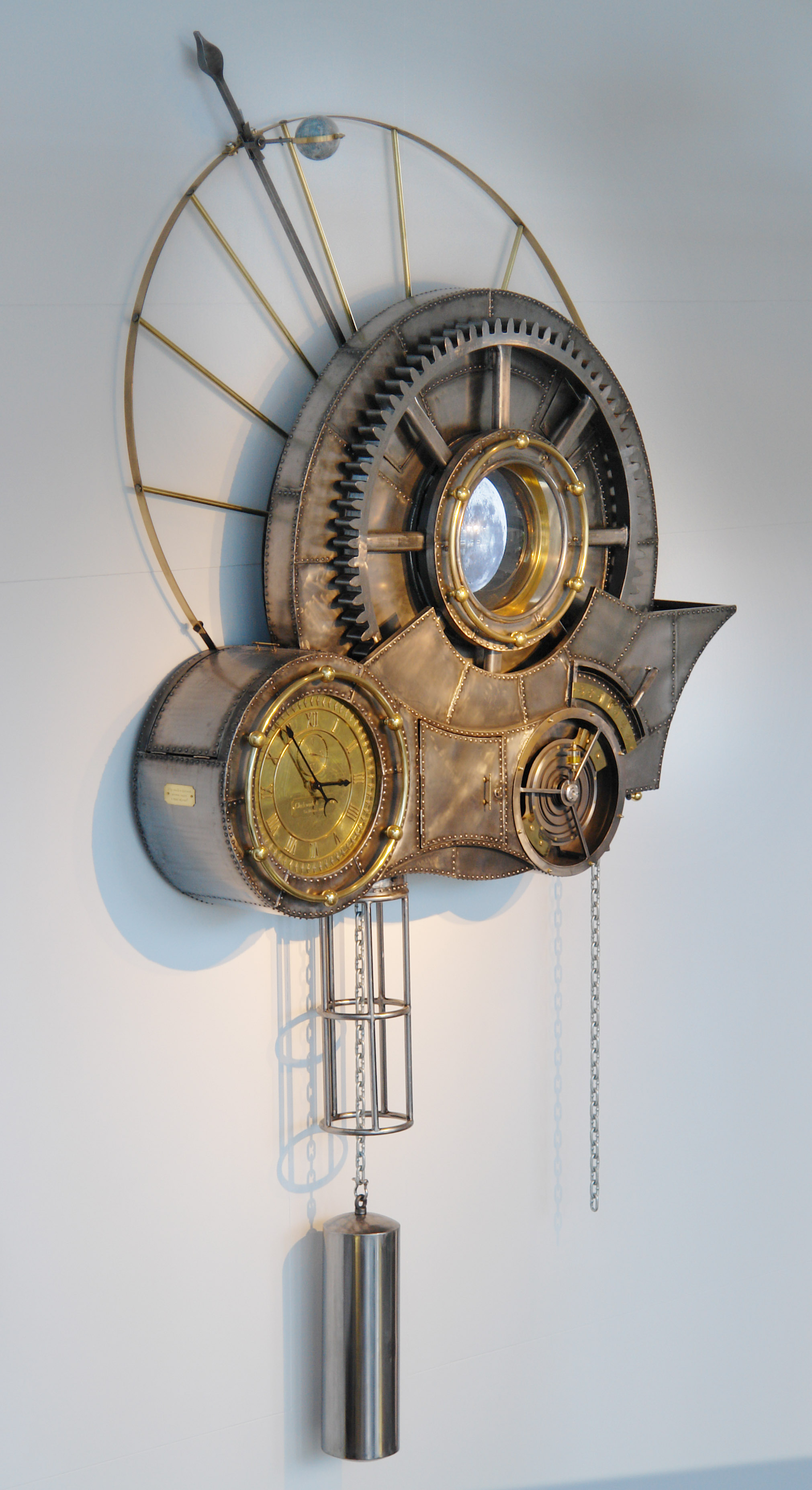
Tim Wetherellの立体芸術作品 Clockwork Universe オーストラリア国立科学技術センター（2009年9月24日)

時計仕掛けの宇宙(とけいじかけのうちゅう、英：clockwork universe)とは、宇宙は神によって作られた機械式時計のようなものであり、ニュートン力学に従い進行し続けるという考え方。この考え方では宇宙は完璧な機械であり、 物理学の法則に支配された歯車を備えており、機械のあらゆる側面を予測可能だとしている。

## 歴史
この考えは17世紀後半から18世紀の啓蒙時代の理神論者に非常に人気があった。 アイザック・ニュートンがニュートン力学を導き出し、万有引力の法則と並んで地上の重力と太陽系の両方の運動を説明できることでこの考え方を示した。
同様の概念は、 ヨハネス・ド・サクロボスコの13世紀初頭の天文学入門「De sphaera mundi」(世界の球体について)にまで遡る。この広く普及した中世のテキストでは、宇宙を機械仕掛けの世界(ラテン語：machina mundi)と語り、イエスの十字架刑の日食はその機械の秩序の妨害であったことを示唆であると書いた 。
理論の著名な支持者であるゴットフリード・ライプニッツ に対し、英国の哲学者サミュエル・クラークは文通の中で次のように書いている。
「時計が時計職人の支援なしで進み続けるように、世界もまた偉大な機械であり神の介入なしで進行するという概念である。物質主義と運命の概念であり、（神を超共通の知性にするふりをして）現実世界へのプロビデンスと神の介入を排除する傾向がある。」 

2009年、アーティストのTim Wetherell がClockwork Universe（時計仕掛けの宇宙）というコンセプトの巨大な壁掛け型時計を作り、オーストラリアの首都キャンベラの国立科学技術センターに設置した。この鉄製の芸術作品には、動く歯車や動く時計、月の明暗境界線の映像などが含まれている。